# Гразак (Тарн)
Граза́к (фр. Grazac, окс. Grasac) — коммуна во Франции, находится в регионе Юг — Пиренеи. Департамент — Тарн. Входит в состав кантона Виньобль и Бастид. Округ коммуны — Альби.
Код INSEE коммуны — 81106.

## География
Коммуна расположена приблизительно в 560 км к югу от Парижа, в 32 км северо-восточнее Тулузы, в 45 км к западу от Альби.

## Климат
Климат умеренно-океанический. Зима мягкая и дождливая, лето жаркое с частыми грозами. Ветры довольно редки.

## История
Коммуна была образована в 1832 году путём разделения коммуны Рабастан.

## Население
Население коммуны на 2010 год составляло 504 человека.
| 1962 | 1968 | 1975 | 1982 | 1990 | 1999 | 2010 |
| ---- | ---- | ---- | ---- | ---- | ---- | ---- |
| 438  | 391  | 310  | 312  | 386  | 411  | 504  |

## Администрация
| Период | Период | Фамилия           | Партия | Примечания |
| ------ | ------ | ----------------- | ------ | ---------- |
| 2001   | 2014   | Жан Нобле         |        |            |
| 2014   | 2020   | Кристоф Гурманель |        |            |

## Экономика
В 2007 году среди 289 человек в трудоспособном возрасте (15—64 лет) 223 были экономически активными, 66 — неактивными (показатель активности — 77,2 %, в 1999 году было 72,6 %). Из 223 активных работали 207 человек (115 мужчин и 92 женщины), безработных было 16 (10 мужчин и 6 женщин). Среди 66 неактивных 15 человек были учениками или студентами, 24 — пенсионерами, 27 были неактивными по другим причинам.